# Kuusisaari
Kuusisaari (en suédois : Granö) est une île et une section du quartier de Munkkiniemi à Helsinki en Finlande.

## Description

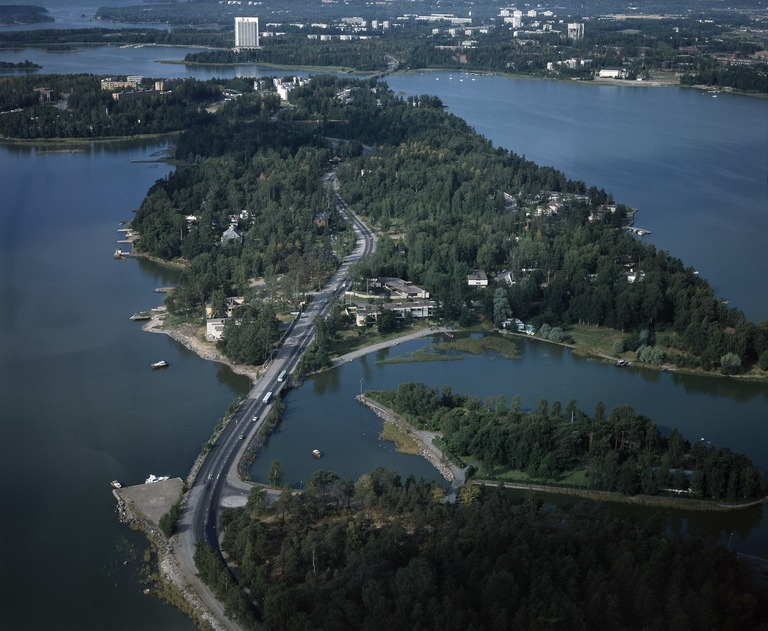

Kuusisaari est située entre Seurasaarenselkä et Laajalahti dans l'ouest d'Helsinki. 
Kuusisaari a une superficie de 0,4 km2, sa population s'élève à 524 habitants(1.1.2009).
La route Kuusisaarentie très fréquentée qui traverse Kuusisaari, mène de Munkkiniemi via Kuusisaari et Lehtisaari au quartier Keilaniemi d'Espoo.
Kuusisaari abrite, entre autres, le musée d'Art Didrichsen et la Villa Gyllenberg.
Kuusisaari abrite aussi les ambassades d'Allemagne, du Japon, de Bulgarie, de Corée du Sud, de Hongrie et d'Indonésie, ainsi que la résidence officielle de l'ambassadeur d'Iran.
L'ambassade d'Allemagne est considérée comme intéressante pour son architecture, a été conçue par Juha Leiviskä, Rosemarie Schnitzler et Nicholas Mayow.
Pendant la guerre d'hiver, le président Kyösti Kallio vivait dans la villa Larsro bâtie sur le site de l'ambassade d'Allemagne, car elle était considérée comme plus sûre que le palais présidentiel en raison de la menace de bombardement à Helsinki. 
La villa a été construite par le conseiller commercial Lars Krogius. L'Allemagne de l'Ouest a acheté le terrain pour son ambassade en 1982, après quoi la villa a été démolie.

## Galerie

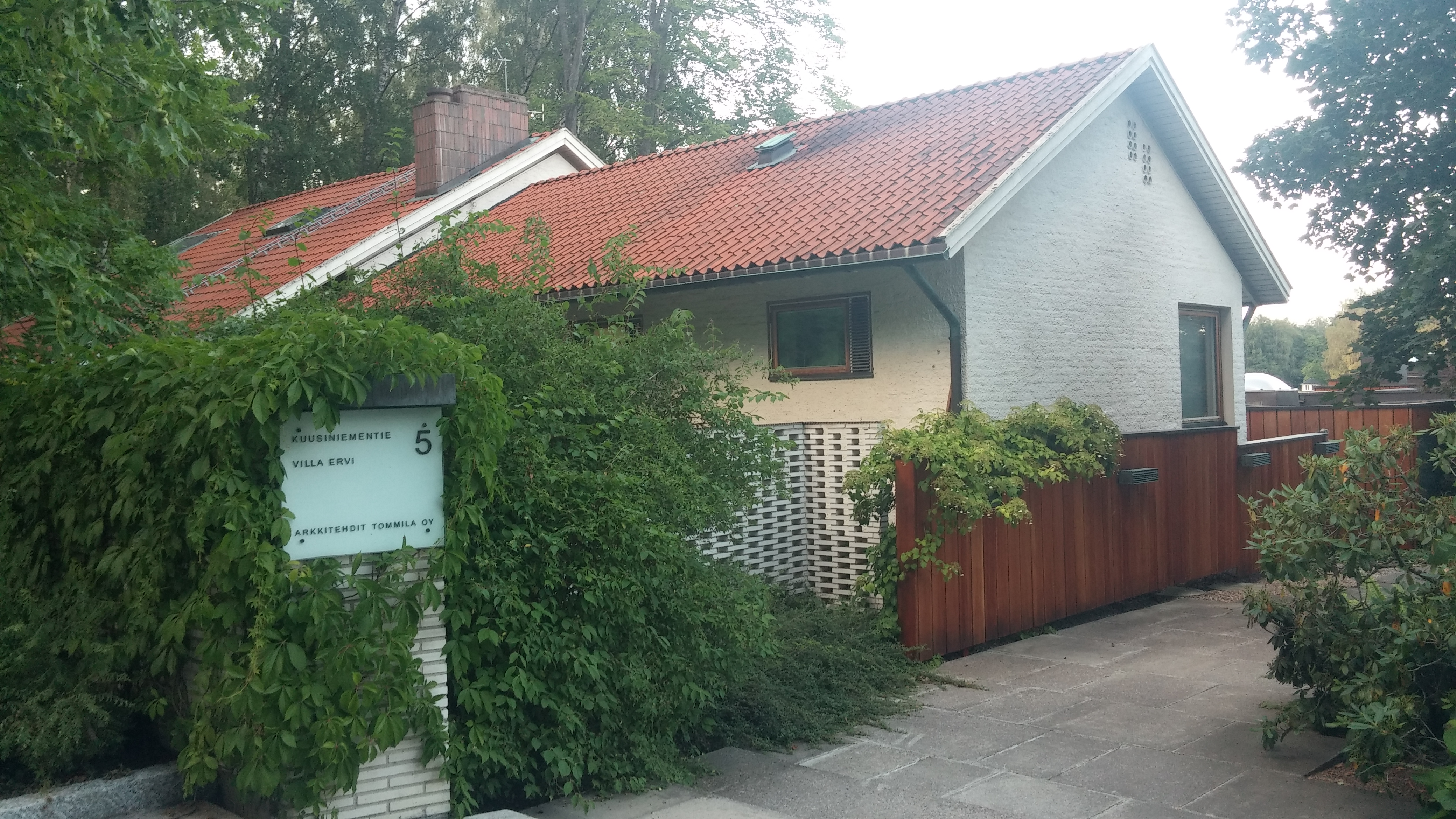
Villa Ervi.
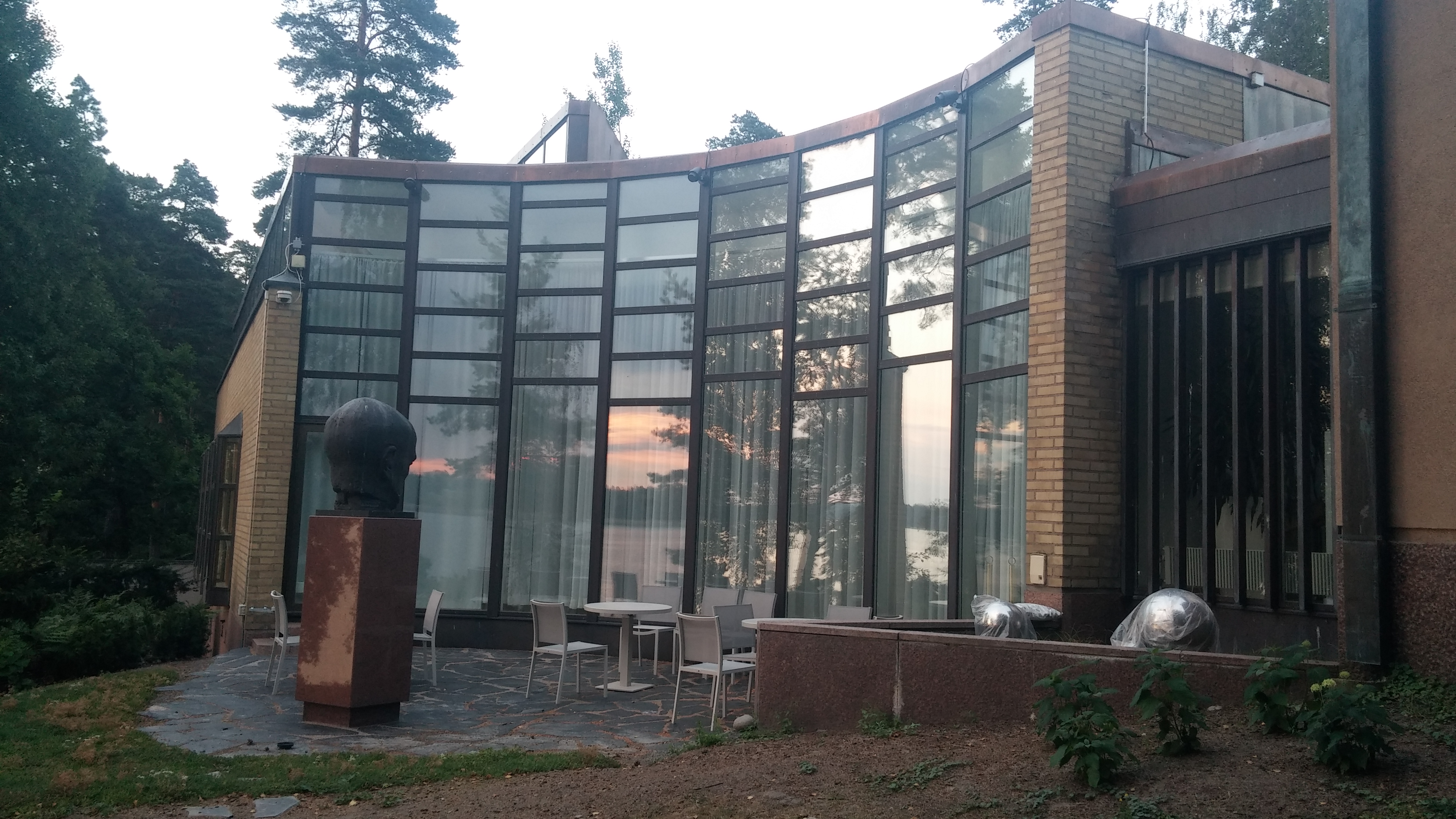
Villa Gyllenberg.
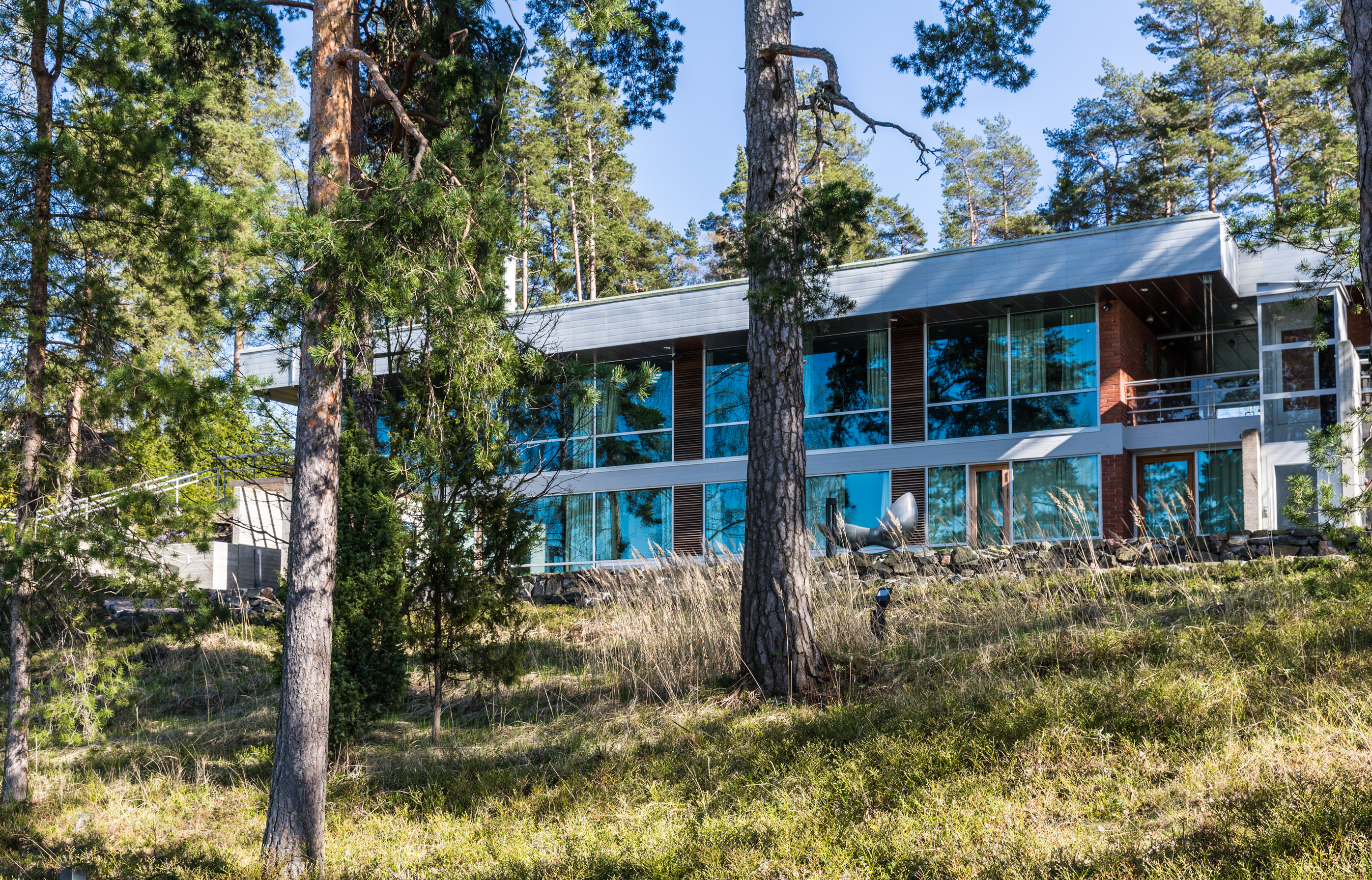
Musée d'art Didrichsen.
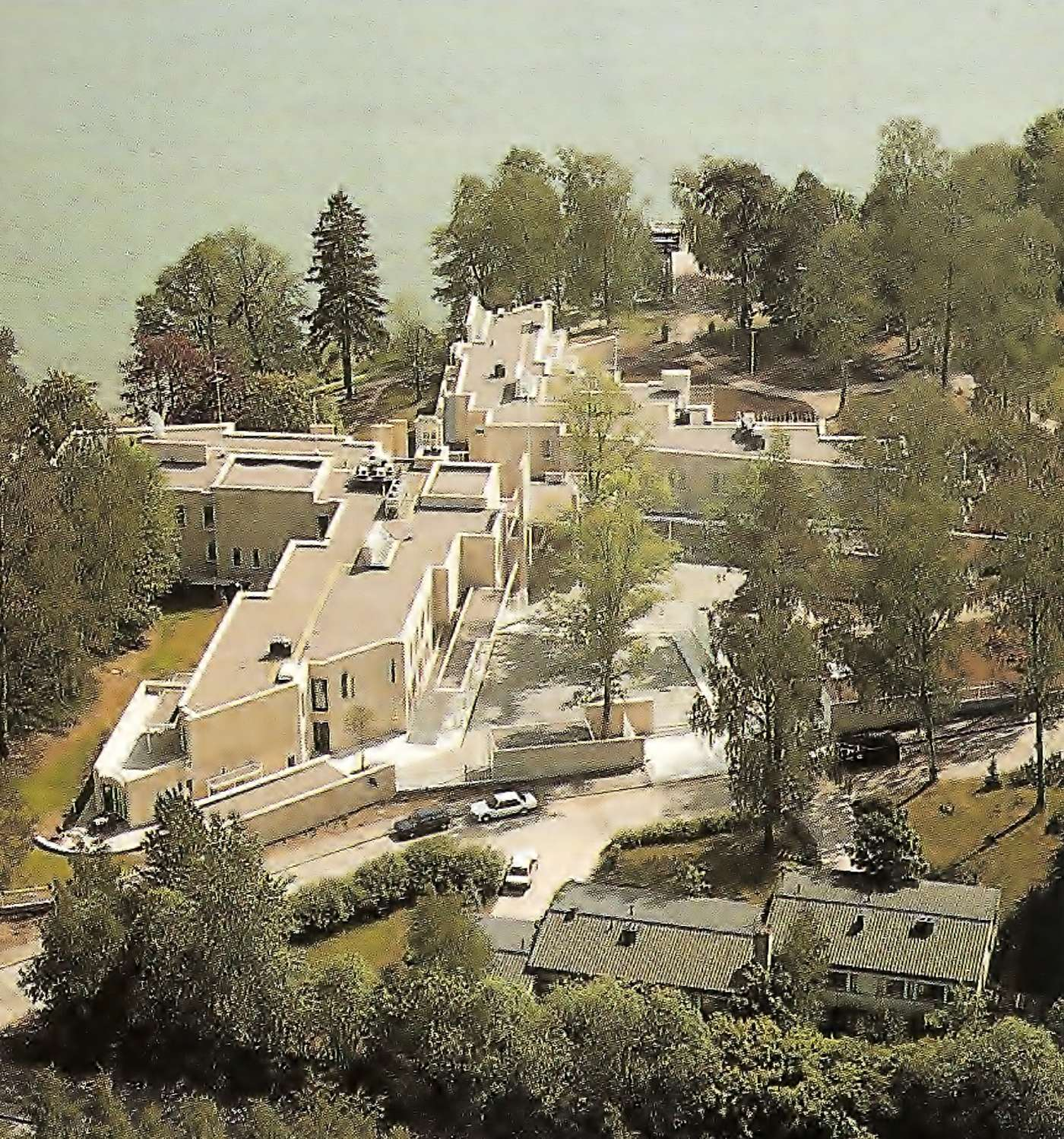
Ambassade d'Allemagne.